# Épierre
Épierre ist eine Gemeinde im französischen Département Savoie in der Region Auvergne-Rhône-Alpes. Sie gehört zum Kanton Saint-Pierre-d’Albigny und zum Arrondissement Saint-Jean-de-Maurienne.

## Geografie, Infrastruktur
Die Ortschaft wird von der SNCF mit der Bahnstrecke Culoz–Modane und dem gemeinsamen Bahnhof mit Saint-Léger bedient. Sie grenzt im Norden an Argentine, im Osten an La Léchère, im Südosten an Montgellafrey, im Südwesten an La Chapelle, im Osten an Saint-Léger und im Nordosten an Saint-Pierre-de-Belleville.

## Bevölkerungsentwicklung
| Jahr                       | 1962 | 1968 | 1975 | 1982 | 1990 | 1999 | 2008 | 2014 | 2021 |
| -------------------------- | ---- | ---- | ---- | ---- | ---- | ---- | ---- | ---- | ---- |
| Einwohner                  | 750  | 753  | 761  | 820  | 650  | 578  | 673  | 776  | 767  |
| Quellen: Cassini und INSEE |      |      |      |      |      |      |      |      |      |

## Sehenswürdigkeiten

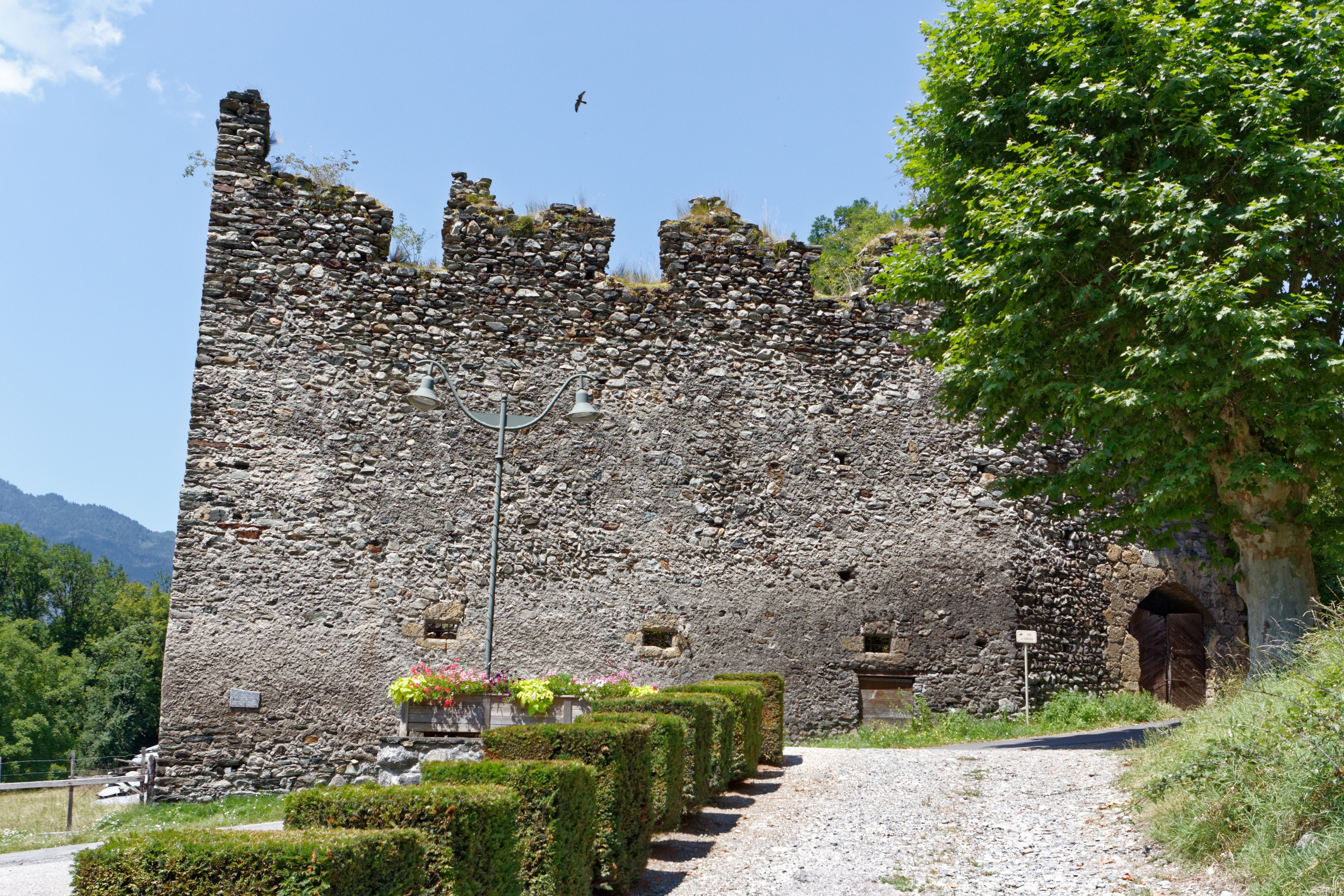
Burgruine
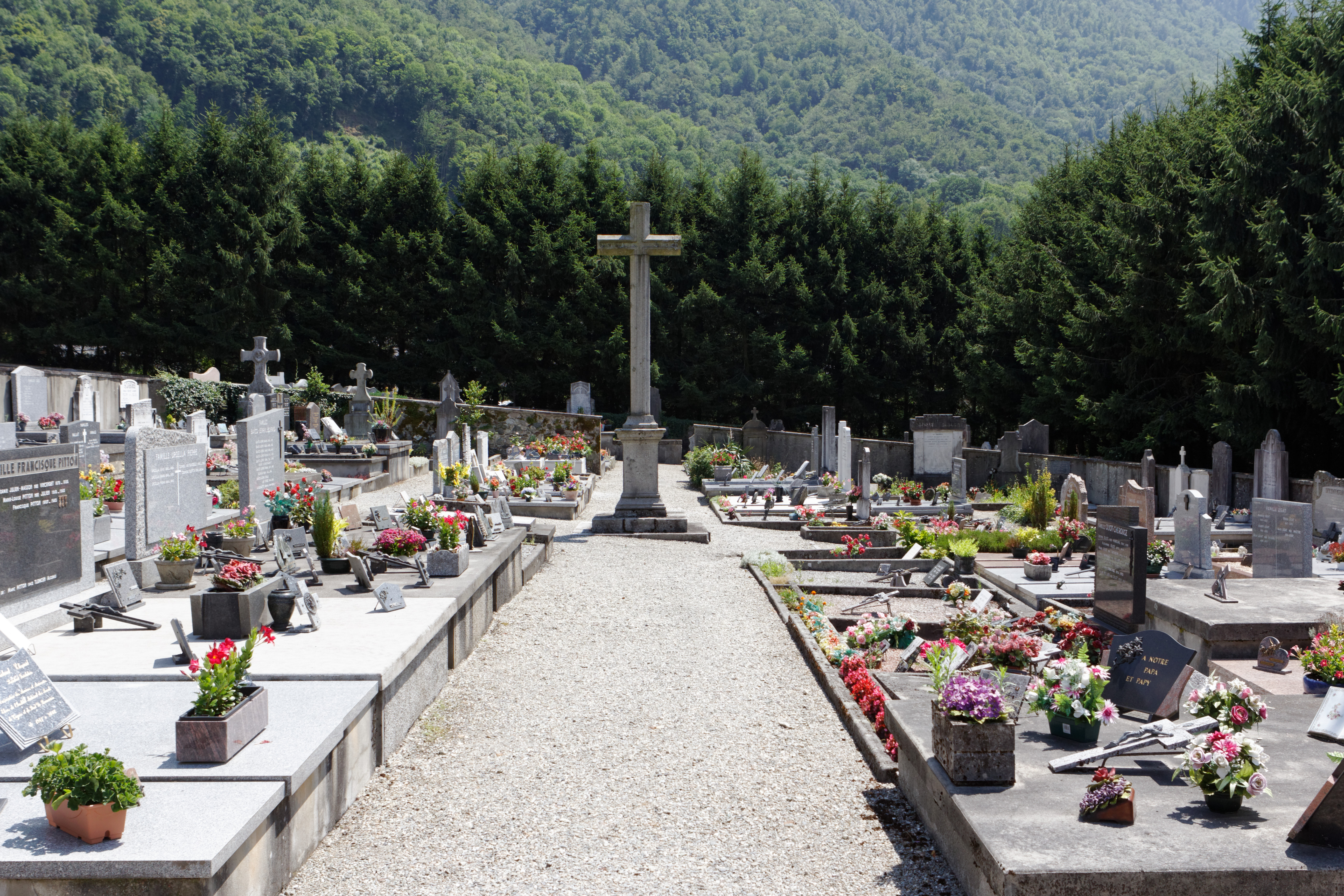
Militärfriedhof
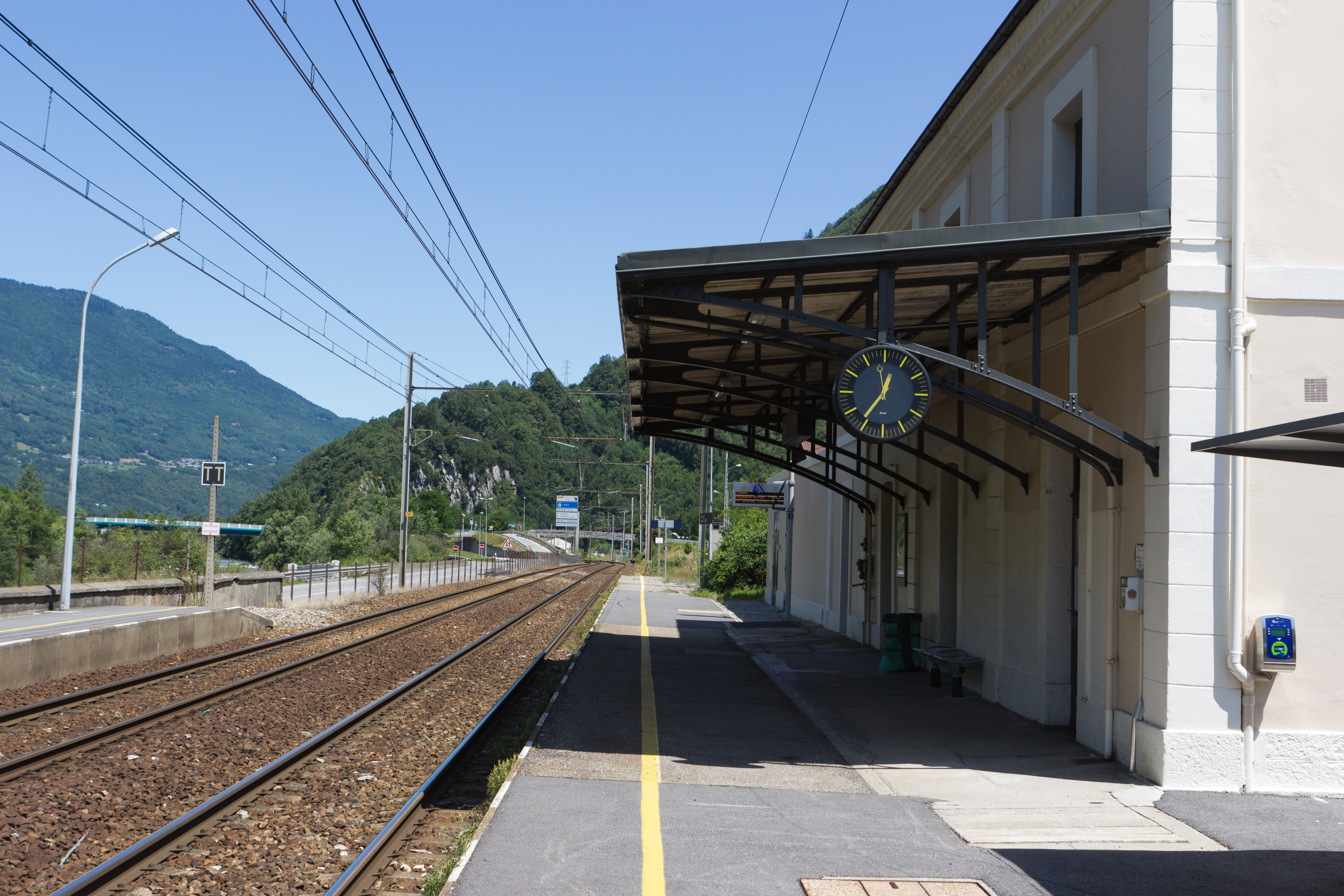
Bahnhof Épierre–Saint-Léger
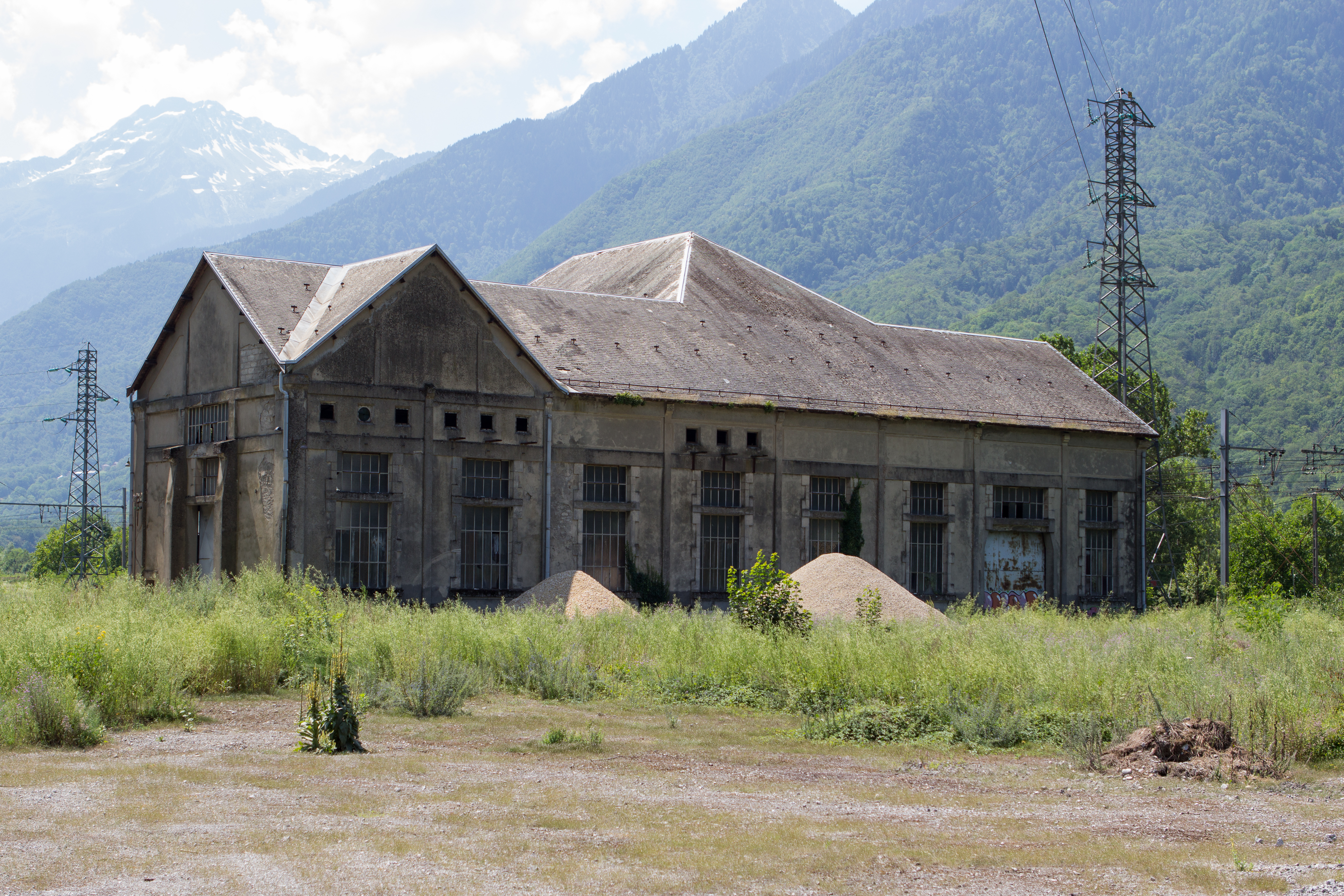
Stillgelegter Bahnhof
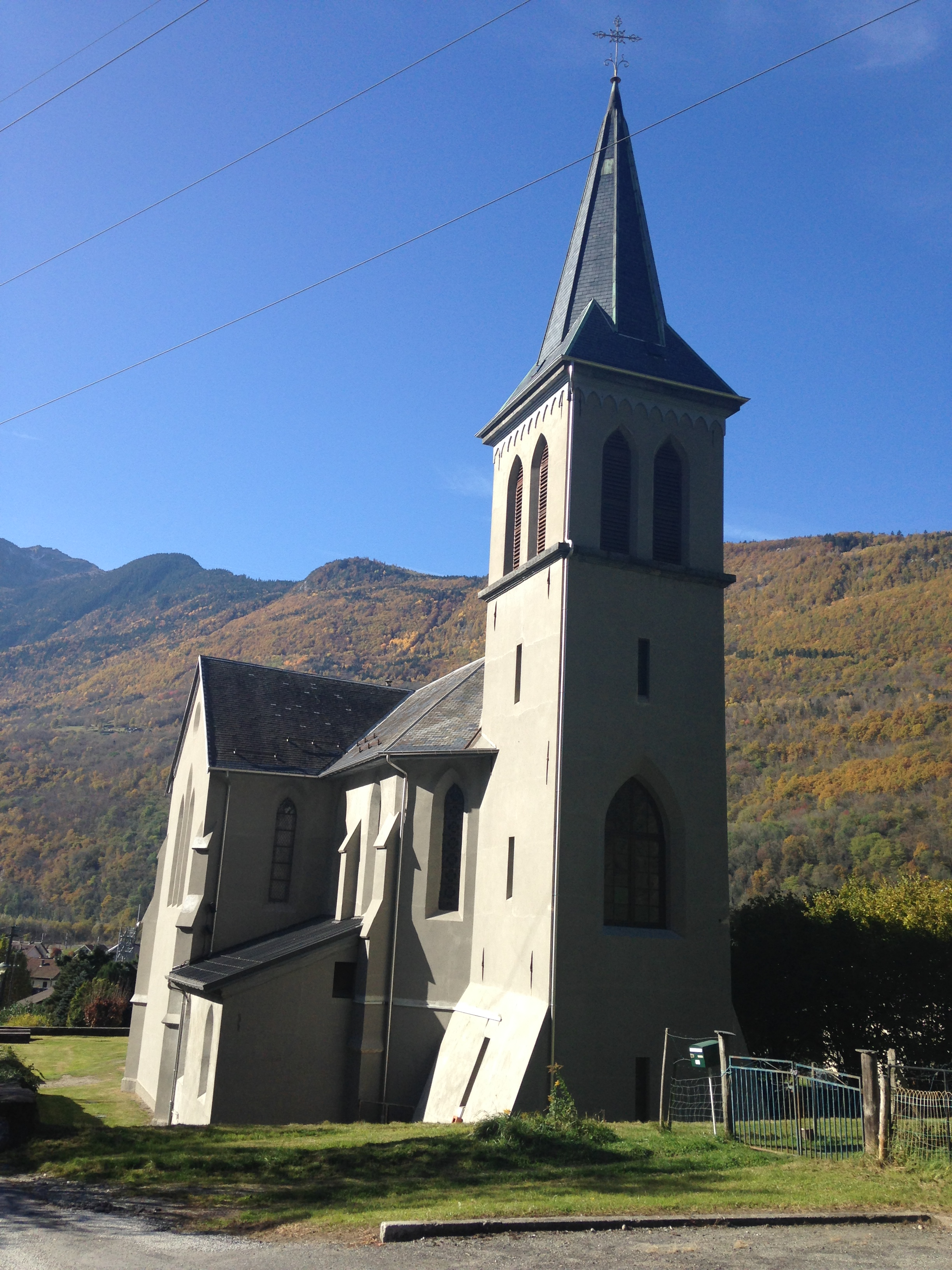
Himmelfahrts-Kirche

- Burgruine
- Militärfriedhof
- Bahnhof Épierre–Saint-Léger
- Stillgelegter Bahnhof
- Himmelfahrts-Kirche

## Wirtschaft
In Épierre befindet sich eine Produktionsstätte von Thermphos International.